# Maratona aquática no Campeonato Mundial de Esportes Aquáticos de 2023 - 6 km por equipe

A competição de maratona aquática na categoria 6 km por equipe no Campeonato Mundial de Esportes Aquáticos de 2023 fora realizada no dia 20 de julho de 2023 no Seaside Momochi Beach Park em Fukuoka, no Japão. Ao todo, 84 competidores divididos em equipes com 4 nadadores e de 21 Comitês Olímpicos Nacionais participaram do evento.

## Cronograma
Todos os horários estão na Hora Legal Japonesa (UTC+09).
| Data        | Hora  | Evento |
| ----------- | ----- | ------ |
| 20 de julho | 08:00 | Final  |

## Formato da competição
A competição consiste em duas rodadas: preliminar e final. As 12 melhores duplas avançam até a final e aquela com o melhor tempo garante a medalha de ouro. 

## Medalhistas
| Ouro                                                                                     | Prata                                                                      | Bronze                                                                    |
| Itália · Barbara Pozzobon · Ginevra Taddeucci · Domenico Acerenza · Gregorio Paltrinieri | Hungria · Bettina Fábián · Anna Olasz · Kristóf Rasovszky · Dávid Betlehem | Austrália · Chelsea Gubecka · Moesha Johnson · Nicholas Sloman · Kyle Lee |

## Resultados
| Pos. | Nadadores      | CON                                                                            | Tempo      |
| ---- | -------------- | ------------------------------------------------------------------------------ | ---------- |
| 1    | Itália         | Barbara Pozzobon Ginevra Taddeucci Domenico Acerenza Gregorio Paltrinieri      | 1:10:31.20 |
| 2    | Hungria        | Bettina Fábián Anna Olasz Kristóf Rasovszky Dávid Betlehem                     | 1:10:35.30 |
| 3    | Austrália      | Chelsea Gubecka Moesha Johnson Nicholas Sloman Kyle Lee                        | 1:11:26.70 |
| 4    | Alemanha       | Lea Boy Leonie Beck Rob Muffels Oliver Klemet                                  | 1:11:26.90 |
| 5    | França         | Anastasiia Kirpichnikova Logan Fontaine Aurélie Muller David Aubry             | 1:11:40.60 |
| 6    | Brasil         | Ana Marcela Cunha Viviane Jungblut Diogo Villarinho Alexandre Finco            | 1:13:07.40 |
| 7    | Japão          | Airi Ebina Kaito Tsujimori Ichika KajimotoKaiki Furuhata                       | 1:13:38.50 |
| 8    | Espanha        | Carlos Garach Guillem Pujol Ángela Martínez Paula Otero                        | 1:13:41.80 |
| 9    | Estados Unidos | Joey Tepper Brennan Gravley Mariah Denigan Katie Grimes                        | 1:13:58.60 |
| 10   | Canadá         | Emma Finlin Eric Hedlin Bailey O'Regan Eric Brown                              | 1:14:11.80 |
| 11   | China          | Zhang Ziyang Wang Kexin Wu Shutong Meng Rui                                    | 1:14:50.10 |
| 12   | Argentina      | Candela Giordanino Cecilia Biagioli Franco Cassini Joaquín Moreno              | 1:14:53.70 |
| 13   | Israel         | Eva Fabian Matan Roditi Yonatan Ahdut Orian Gablan                             | 1:15:52.30 |
| 14   | África do Sul  | Amica de Jager Kate Beavon Matthew Caldwell Connor Buck                        | 1:16:12.10 |
| 15   | México         | Martha Sandovall Paulo Strehlke Paulina Alanís Daniel Delgadillo               | 1:16:52.70 |
| 16   | Chéquia        | Lenka Štěrbová Ondřej Zach Alena Benešová Martin Straka                        | 1:17:41.70 |
| 17   | Cazaquistão    | Diana Taszhanova Galymzhan Balabek Mariya Fedotova Lev Cherepanov              | 1:17:41.80 |
| 18   | Coreia do Sul  | Park Jae-hun Sung Jun-ho Lee Hae-rim Lee Jong-min                              | 1:19:28.70 |
| 19   | Hong Kong      | William Yan Thorley Nikita Lam Nip Tsz Yin Keith Sin                           | 1:19:31.80 |
| 20   | Porto Rico     | Christian Bayo Mariela Guadamuro Alondra Quiles Jamarr Bruno                   | 1:23:31.20 |
| 21   | Uzbequistão    | Nikita Kornilov Parizoda Iskandarova Anastasiya Zelinskaya Vyacheslav Shkretov | 1:26:29.20 |

Legenda
| Recorde mundial      | Recorde mundial (World record)               |                       | Recorde africano                      | Recorde africano (African) |                                           | Q | Classificado por posição (Qualified) |
| Recorde olímpico     | Recorde olímpico (Olympic record)            | Recorde da América    | Recorde da América (Americas)         | q                          | Classificado por melhor tempo (Qualified) |   |                                      |
| Melhor marca do ano  | Melhor marca do ano (World leading)          | Recorde asiático      | Recorde asiático (Asian)              | DNS                        | Não largou (Did not start)                |   |                                      |
| Recorde nacional     | Recorde nacional (National record)           | Recorde europeu       | Recorde europeu (European)            | DNF                        | Não terminou (Did not finish)             |   |                                      |
| Recorde pessoal      | Recorde pessoal do atleta (Personal best)    | Recorde da Oceania    | Recorde da Oceania (Oceania)          | DSQ / DQ                   | Desclassificado (Disqualified)            |   |                                      |
| Recorde da temporada | Recorde da temporada do atleta (Season best) | Recorde sul-americano | Recorde sul-americano (South America) | NM                         | Sem marca (No mark)                       |   |                                      |